# Лин канал
Лин канал (на английски: Lynn Canal) е дълъг (130 km) и тесен (от 5 до 19 km) залив в североизточната част на Тихия океан, край югоизточния бряг на щата Аляска. Дълбочината му достига до 468 m. Бреговете му са планински, високи, стръмни, по-които се спускат езиците на няколко ледника, достигащи до водата. В северната си част се разделя на три ръкава: Чиукат (западен), Чиукут (среден) и Тайя (източен). В централната му част е разположен остров Съливан, а в южната – островите Линкълн и Шалтер. В южния му вход се вдава северният полуостров на големия остров Адмиралти (част от големия архипелаг Александър). Приливите са полуденонощни, с височина около 2 m. От януари до юли е покрит с плаващи ледове. Във върха на малкия залив Тайя са разположени малките градове Скагуей и Дайя, а на полуострова, разделящ заливите Чиукат и Чиукут – градчето Хейнс.
Заливът е открит и първично изследван през 1794 г. от лейтенант Джоузеф Уитби (1757 – 1833), частник в британската експедиция на капитан Джордж Вашингтон, който през 1796 г. го наименува в чест на своя роден град в Англия. Заливът става много популярен през 1898 г., когато през него преминават хиляди златотърсачи на път за новооткритите златни находища в Клондайк.